# 斯納比峰
72°2′S 1°37′E / 72.033°S 1.617°E
斯納比峰，是南極洲的山峰，位於毛德皇后地的瑪塔公主海岸，處於布拉特斯卡韋特山東北面11公里，屬於斯維爾德魯普山脈的一部分，挪威製圖師根據探險隊的測量和拍攝的空中照片繪入地圖，現時由南極條約體系管理。